# Ballybunnion
Ballybunnion (iriska: Baile an Bhuinneánaigh) är en ort i republiken Irland.   Den ligger i grevskapet Ciarraí och provinsen Munster, i den västra delen av landet, 250 km väster om huvudstaden Dublin. Ballybunnion ligger 28 meter över havet och antalet invånare är 1 354.
Terrängen runt Ballybunnion är huvudsakligen platt, men österut är den kuperad. Havet är nära Ballybunnion åt nordväst.Runt Ballybunnion är det ganska glesbefolkat, med 35 invånare per kvadratkilometer. Närmaste större samhälle är Listowel, 14,5 km sydost om Ballybunnion. Trakten runt Ballybunnion består i huvudsak av gräsmarker.